# UFC 65
UFC 65: Bad Intentions è stato un evento di arti marziali miste tenuto dalla Ultimate Fighting Championship il 18 novembre 2006 all'ARCO Arena di Sacramento, Stati Uniti d'America.

## Retroscena
Questo è l'ultimo evento nel quale, con la presenza simultanea di due incontri valevoli per i rispettivi titoli di categoria, l'incontro per la categoria di peso più leggera è il main match; dopo questo evento venne presa la decisione di dare precedenza alla categoria di peso più pesante in caso di concomitanza di due o più incontri per titoli di categoria, ma tale regola venne infranta nel 2013 con l'evento UFC 169: Barao vs. Faber, il quale propose un incontro per il titolo dei pesi gallo come main match ed un incontro per il titolo dei pesi piuma come co-main.
In questo evento avrebbe dovuto esserci l'incontro per il titolo dei pesi mediomassimi tra il campione Chuck Liddell e Wanderlei Silva, ma l'incontro venne annullato perché era già stato deciso che Liddell avrebbe difeso il titolo contro Tito Ortiz in UFC 66.
Antoni Hardonk avrebbe dovuto affrontare Brad Imes, ma quest'ultimo fu indisponibile e venne rimpiazzato da Sherman Pendergarst.
Alessio Sakara doveva vedersela con Wilson Gouveia, ma quest'ultimo diede forfait e fu sostituito da Drew McFedries.

## Risultati

### Card preliminare
- Incontro categoria Pesi Massimi:  Jake O'Brien contro  Josh Schockman

O'Brien sconfisse Schockman per decisione unanime (30–27, 30–27, 30–27).
- Incontro categoria Pesi Mediomassimi:  James Irvin contro  Hector Ramirez

Irvin sconfisse Ramirez per KO Tecnico (calcio al corpo e gomitate) a 2:36 del secondo round.
- Incontro categoria Pesi Massimi:  Antoni Hardonk contro  Sherman Pendergarst

Hardonk sconfisse Pendergarst per KO Tecnico (calci alle gambe) a 3:15 del primo round.
- Incontro categoria Pesi Welter:  Nick Diaz contro  Gleison Tibau

Diaz sconfisse Tibau per KO Tecnico (pugni) a 2:27 del terzo round.

### Card principale
- Incontro categoria Pesi Leggeri:  Joe Stevenson contro  Dokonjonosuke Mishima

Stevenson sconfisse Mishima per sottomissione (strangolamento a ghigliottina) a 2:07 del primo round.
- Incontro categoria Pesi Massimi:  Frank Mir contro  Brandon Vera

Vera sconfisse Mir per KO Tecnico (pugni) a 1:09 del primo round.
- Incontro categoria Pesi Mediomassimi:  Alessio Sakara contro  Drew McFedries

McFedries sconfisse Sakara per KO Tecnico (pugni) a 4:07 del primo round.
- Incontro per il titolo dei Pesi Massimi:  Tim Sylvia (c) contro  Jeff Monson

Sylvia sconfisse Monson per decisione unanime (50–45, 49–46, 49–46) e mantenne il titolo dei pesi massimi.
- Incontro per il titolo dei Pesi Welter:  Matt Hughes (c) contro  Georges St-Pierre

St-Pierre sconfisse Hughes per KO tecnico (calcio alla testa e pugni) a 1:25 del secondo round e divenne il nuovo campione dei pesi welter.